# Epidromia zetophora
Epidromia zetophora là một loài bướm đêm trong họ Erebidae.